# Фуксова модель
Фуксова модель — это представление гиперболической римановой поверхности R как факторповерхности верхней полуплоскости H по фуксовой группе. Любая гиперболическая риманова поверхность позволяет такое представление. Концепция названа именем Лазаря Фукса.

## Более точное определение
По теореме об униформизации любая риманова поверхность является  эллиптической, параболической, либо гиперболической. Точнее, эта теорема утверждает, что риманова поверхность {\displaystyle R}, которая не изоморфна либо римановой сфере (в эллиптическом случае), либо факторповерхности комплексной поверхности по дискретной подгруппе (в параболическом случае), должна быть факторповерхностью гиперболической плоскости {\displaystyle \mathbb {H} } по подгруппе {\displaystyle \Gamma }, действующей вполне разрывно и свободно. 
В модели Пуанкаре в верхней полуплоскости для гиперболической плоскости группа биголоморфных преобразований является группой {\displaystyle \mathrm {PSL} _{2}(\mathbb {R} )}, действующей гомографией, а теорема об униформизации означает, что существует дискретная подгруппа без кручения {\displaystyle \Gamma \subset \mathrm {PSL} _{2}(\mathbb {R} )}, такая, что риманова поверхность {\displaystyle \Gamma \backslash \mathbb {H} } изоморфна {\displaystyle R}. Такая группа называется фуксовой группой, а изоморфизм {\displaystyle R\cong \Gamma \backslash \mathbb {H} } называется фуксовой моделью для {\displaystyle R}.

## Фуксовы модели и пространство Тейхмюллера
Пусть {\displaystyle R} будет замкнутой гиперболической поверхностью и пусть {\displaystyle \Gamma } будет фуксовой группой, такой, что {\displaystyle \Gamma \backslash \mathbb {H} } является фуксовой моделью для {\displaystyle R}. Пусть 
{\displaystyle A(\Gamma )=\{\rho \colon \Gamma \to \mathrm {PSL} _{2}(\mathbb {R} )\}}.
Здесь {\displaystyle A(\Gamma )} — множество всех {\displaystyle \rho } эффективных и дискретных представлений с топологией, порождённой точечной сходимостью (иногда называемой «алгебраической сходимостью»). В этом частном случае топология может быть наиболее просто определена следующим образом: группа {\displaystyle \Gamma } является конечнопорождённой, так как она изоморфна фундаментальной группе {\displaystyle R}. Пусть {\displaystyle g_{1},\ldots ,g_{r}} будет порождающим множеством, тогда любое {\displaystyle \rho \in A(\Gamma )} определяется элементами {\displaystyle \rho (g_{1}),\ldots ,\rho (g_{r})} и мы можем отождествить {\displaystyle A(G)} с подмножеством {\displaystyle \mathrm {PSL} _{2}(\mathbb {R} )^{r}} отображением {\displaystyle \rho \mapsto (\rho (g_{1}),\ldots ,\rho (g_{r}))}. Тем самым мы задаём топологию подпространства. 
Теорема Нильсена об изоморфизме (это не стандартная терминология и этот результат не связан напрямую с теоремой Дена — Нильсена) тогда утверждает следующее: 
Для любого  представления {\displaystyle \rho \in A(G)} существует автогомеоморфизм (фактически, квазиконформное отображение) {\displaystyle h} верхней полуплоскости {\displaystyle \mathbb {H} }, такое, что {\displaystyle h\circ \gamma \circ h^{-1}=\rho (\gamma )} для любого {\displaystyle \gamma \in G}.
Доказательство очень просто — выберем гомеоморфизм {\displaystyle R\to \rho (\Gamma )\backslash \mathbb {H} } и поднимем его на гиперболическую плоскость. Взятие диффеоморфизма даёт квазиконформное отображение, поскольку {\displaystyle R} компактно. 
Это можно рассматривать как эквивалентность между двумя моделями для пространства Тейхмюллера {\displaystyle R} — множества дискретных эффективных представлений фундаментальной группы {\displaystyle \pi _{1}(R)} в классы смежности {\displaystyle \mathrm {PSL} _{2}(\mathbb {R} )} и множества помеченных римановых поверхностей {\displaystyle (X,f)}, где {\displaystyle f\colon R\to X} является квазиконформным гомеоморфизмом естественного отношения эквивлентности.